# Kungsvattnet
Kungsvattnet är en sjö i Kristinehamns kommun i Värmland och ingår i Göta älvs huvudavrinningsområde. Sjön har en area på 0,0906 kvadratkilometer och ligger 47,1 meter över havet.

## Delavrinningsområde
Kungsvattnet ingår i det delavrinningsområde (656681-140244) som SMHI kallar för Rinner till Vänern - Värmlandssjön. Medelhöjden är 66 meter över havet och ytan är 74,78 kvadratkilometer. Det finns inga avrinningsområden uppströms utan avrinningsområdet är högsta punkten. Avrinningsområdets utflöde Göta älv (Röa) mynnar i havet. Avrinningsområdet består mestadels av skog (74 procent) och jordbruk (13 procent). Avrinningsområdet har 0,48 kvadratkilometer vattenytor vilket ger det en sjöprocent på 0,6 procent.